# ناثان سميث (لاعب كرة قدم بريطاني)
ناثان سميث (بالإنجليزية: Nathan Smith)‏ (11 يناير 1987 في المملكة المتحدة - ) هو لاعب كرة قدم بريطاني في مركز الظهير. شارك مع منتخب جامايكا لكرة القدم. أما مع النوادي، فقد لعب مع نادي تشيسترفيلد ويوفل تاون ونادي إِنفيلد ‏ وبوترز بار تاون وWalthamstow F.C. ‏.

## وصلات خارجية
- ناثان سميث على موقع قاعدة بيانات كرة القدم.إي يو (الإنجليزية)
- ناثان سميث على موقع ناشيونال فوتبول تيمز (الإنجليزية)
- ناثان سميث على موقع Soccerbase.com (لاعب) (الإنجليزية)